# Honda V6 hybrid F1 power unit
La power unit ibrida Honda RA Series è una serie di motori da corsa V6 turbo ibridi da 1,6 litri dotati di un sistema di recupero dell'energia cinetica (MGU-K) e di un sistema di recupero dell'energia termica (MGU-H), sviluppati e prodotti da Honda Motor Company (e successivamente sotto la sua organizzazione Honda Racing Corporation a partire dal 2022) per l'uso in Formula Uno. I motori sono in uso dalla stagione 2015 di Formula Uno, inizialmente gestiti dal team McLaren Honda appena ricostituito. Nel corso degli anni di sviluppo, la potenza del propulsore è stata aumentata da circa 760 a oltre 1.000 cavalli, pur utilizzando la stessa quantità di carburante, come richiesto dalle norme tecniche in vigore (limite di portata massica del carburante di 100 kg all'ora). Tra i team che hanno utilizzato i motori nel corso degli anni figurano McLaren, Scuderia Toro Rosso, Scuderia Alpha Tauri, RB Formula One Team, Red Bull Racing e, dal 2026, Aston Martin.

## Elenco delle unità Honda V6 ibride
| Layout                   | Stagione | Nome           | Picco di potenza (stimato) Incluso sistema ibrido (se applicabile) | Note                                                                                  |
| ------------------------ | -------- | -------------- | ------------------------------------------------------------------ | ------------------------------------------------------------------------------------- |
| 1.6L 90° V6 turbo hybrid | 2015     | Honda RA615H   | 560-582 kW (780 hp)                                                |                                                                                       |
| 1.6L 90° V6 turbo hybrid | 2016     | Honda RA616H   | 623 kW (835 hp)                                                    |                                                                                       |
| 1.6L 90° V6 turbo hybrid | 2017     | Honda RA617H   | 640 kW (860 hp)                                                    | Nuova architettura split-turbo introdotta                                             |
| 1.6L 90° V6 turbo hybrid | 2018     | Honda RA618H   | 645-690 kW (920 hp)                                                | Introduzione a fine stagione della High Speed Combustion                              |
| 1.6L 90° V6 turbo hybrid | 2019     | Honda RA619H   | 710 kW (950 hp)                                                    |                                                                                       |
| 1.6L 90° V6 turbo hybrid | 2020     | Honda RA620H   | 730 kW (980 hp)                                                    |                                                                                       |
| 1.6L 90° V6 turbo hybrid | 2021     | Honda RA621H   | 756 kW (1 014 hp)                                                  | Nuova architettura introdotta                                                         |
| 1.6L 90° V6 turbo hybrid | 2022     | Honda RBPTH001 | 780 kW (1 040 hp)                                                  | Sviluppo motori congelato* e aumento obbligatorio al 10% di Bioetanolo nel carburante |
| 1.6L 90° V6 turbo hybrid | 2023     | Honda RBPTH001 | 780 kW (1 040 hp)                                                  |                                                                                       |
| 1.6L 90° V6 turbo hybrid | 2024     | Honda RBPTH002 | 780 kW (1 040 hp)                                                  | Introduzione di aggiornamenti di affidabilità nell'unità a combustione interna        |
| 1.6L 90° V6 turbo hybrid | 2025     |                |                                                                    |                                                                                       |

*Il blocco dello sviluppo dei motori è stato applicato a partire dal 2022 per ridurre le spese. Le specifiche delle prestazioni delle Power Unit montate sulle vetture nella prima gara della stagione 2022 sono state bloccate fino alla fine della stagione 2025 e non è stato possibile introdurre aggiornamenti delle prestazioni. Tuttavia, i produttori sono autorizzati a introdurre aggiornamenti di affidabilità durante il congelamento, previa autorizzazione da parte della FIA.

## Storia
Le norme sui motori ibridi di Formula Uno, introdotte nel 2014, avevano invogliato Honda a tornare come fornitore di motori, grazie alla sfida tecnica avanzata e alla direzione ecologica. Dopo aver pianificato l'ingresso nella stagione 2016 in partnership con la McLaren, l'allora CEO di quest'ultima, Ron Dennis, aveva spinto affinché la Honda accelerasse il suo debutto alla stagione 2015, dato che il suo attuale contratto con la Mercedes era in scadenza. Honda aveva deciso di accettare l'ingresso anticipato ritenendo di essere a buon punto con il suo concetto di Power Unit.
Dopo aver fatto il suo ingresso in Formula Uno nella stagione 2015, un anno prima di quanto inizialmente previsto, e aver incontrato difficoltà nei primi anni per quanto riguarda le prestazioni e l'affidabilità, soprattutto a causa della sottovalutazione della sfida tecnica e dell'assenza dal mondo della Formula Uno per oltre 7 anni, il motore ibrido V6 Honda ha vissuto un'ascesa stratosferica nello sviluppo, partendo da un progetto inaffidabile e poco potente fino a diventare un successo da campionato del mondo. Diventare il primo produttore a vincere una gara di Formula 1 con due team diversi nell'era dell'ibrido V6, oltre a molti altri importanti record di costruttori e piloti di F1. In particolare, Max Verstappen e la Red Bull Racing, con un record di 19 vittorie nel Campionato del mondo di Formula 1 2023, battono il proprio record di 15 dell'anno precedente, che a sua volta batteva il precedente record detenuto dalla McLaren Honda negli anni '80.

## Motori

### RA615H
L'RA615H è stato il primo progetto Honda utilizzato nell'era della F1 ibrida V6, debuttando nella stagione di Formula Uno 2015 . Era davvero unico rispetto ai progetti dei rivali Renault, Mercedes e Ferrari che avevano già debuttato con i propulsori la stagione precedente e, come tale, la Honda sentiva che la migliore possibilità di recuperare il tempo di sviluppo perduto era quella di diventare aggressiva e radicale.
I punti focali principali dell'unità, su richiesta della McLaren, erano dimensioni estremamente compatte e capacità di temperatura operativa elevata che potevano funzionare con requisiti di raffreddamento ridotti per favorire le prestazioni aerodinamiche e gli obiettivi del baricentro. Il gruppo turbocompressore dell'unità è stato sospettato di utilizzare una disposizione assiale del compressore compatta ma complessa, con l'MGU-H montato tra gli alloggiamenti della turbina e del compressore, tutti montati all'interno dell'intera canna del motore. Ciò ha consentito di ottenere un motore significativamente più corto rispetto ai concetti di Renault, Ferrari e Mercedes, i cui gruppi compressori sporgevano da entrambe le estremità del blocco in formati diversi. Il sistema di induzione, che comprende l'aspirazione, i filtri, il plenum di aspirazione e i canali di aspirazione variabili, erano tutti di dimensioni ridotte e ornati per rientrare nelle dimensioni ristrette della carrozzeria. Questo rendeva l'intero sistema compatto, ma anche molto complesso. Il collettore di scarico era di tipo “a tronco” (in cui un tubo ospitava le porte per ciascun cilindro su entrambe le bancate), il che era molto vantaggioso per i requisiti di imballaggio e consentiva di restringere notevolmente la carrozzeria. Il risultato è stato un motore che si è rivelato di gran lunga il più piccolo sul campo, guadagnandosi il soprannome di "The Size-Zero" dalla McLaren, poiché ha dato loro la libertà di essere aggressivi con l'aerodinamica della carrozzeria, risultando in un assemblaggio estremamente stretto e carrozzeria efficiente con l'obiettivo di ottenere miglioramenti significativi in questo settore rispetto alla concorrenza.
Dopo aver debuttato pubblicamente per la prima volta sulla MP4-30 durante i test pre-stagionali del 2015 a Jerez, iniziarono a circolare voci secondo cui il motore era estremamente inaffidabile, con un consumo elevato di carburante e una potenza notevolmente ridotta. Ciò è diventato evidente con la quantità molto limitata di circuiti che la McLaren Honda poteva percorrere a causa di vari problemi con il motore. Si scoprì rapidamente che, sebbene la natura compatta del gruppo turbocompressore fosse vantaggiosa per l'imballaggio, si rivelò notevolmente sottodimensionato e, come tale, aveva scarse capacità di compressione dell'aria che si traducevano in un potenziale di potenza ed efficienza di combustione significativamente inferiore. Anche il sistema di aspirazione, sebbene compatto, la sua complessità e il compromesso in termini di forma, orientamento e dimensioni ideali si sono rivelati troppo dannosi per prestazioni e affidabilità. Tutti questi hanno avuto ulteriori effetti a catena sul lato energetico ibrido del propulsore, avendo scarse capacità di rigenerazione. La mancanza di esperienza di Honda nella programmazione e nel controllo di un propulsore così complesso ha reso difficile e dispendiosa in termini di tempo l'identificazione di problemi specifici. Inoltre, la natura compatta dell'intero concetto ostacolava seriamente la gestione termica e la gravità delle vibrazioni del motore, causando spesso il surriscaldamento di vari componenti, in particolare l'MGU-H, con risonanze e vibrazioni incontrollate che portavano a costanti guasti del sistema ibrido e danni terminali al motore. .
Honda sosteneva che si trattava di problemi iniziali, scoperti solo dopo aver montato per la prima volta il motore su un telaio mobile sotto carico da gara, e che sarebbero stati risolti rapidamente. Tuttavia, con l'avanzare della stagione, i problemi di affidabilità e la capacità di completare la distanza di gara divennero un problema tale da richiedere che i motori, già in calo di potenza, venissero fatti funzionare a potenza ridotta per ridurre il carico termico nel tentativo di aumentarne la longevità, compromettendo gravemente le prestazioni complessive della vettura rispetto alla concorrenza. Il restrittivo sistema di “gettoni di sviluppo” che la F1 utilizzava all'epoca rallentava notevolmente lo sviluppo, limitando gli sviluppi che potevano essere portati avanti nella stagione in un determinato momento, con conseguenti ritardi più lunghi. La mancanza di esperienza e di dati da parte di Honda con i nuovi regolamenti, i problemi fondamentali del concetto di motore “Size Zero” e l'ingresso troppo precoce nel campionato, sono stati i motivi addotti dalla stessa Honda per le scarse prestazioni.

### RA616H
La RA616H ha fatto il suo debutto in gara sulla McLaren MP4-31 nella stagione di Formula Uno 2016 . Questo motore, che segue ancora in gran parte il concetto "Size Zero" dell'RA615H, ha avuto sviluppi significativi nel tentativo di aumentare sia la potenza che l'affidabilità. Dopo le conversazioni con la McLaren, si è deciso di allocare più spazio per il propulsore, in quanto tale, le dimensioni del motore sono aumentate notevolmente. L'intero sistema di induzione è stato rielaborato e sollevato più in alto, ciò ha permesso di sollevare più in alto il gruppo compressore interno alla V che ha liberato più spazio per una versione più grande, fornendo più potenza e migliorando la rigenerazione del calore per il sistema ibrido, sebbene ancora limitato al montaggio all'interno della V del motore. Il nuovo plenum di aspirazione più alto aveva più spazio, quindi sono stati sviluppati canali di aspirazione più grandi e raffinati per alimentare meglio il motore e hanno potuto essere leggermente semplificati, aumentando così l'affidabilità del sistema di aspirazione variabile. Il collettore di scarico è stato completamente rielaborato con condotti individuali di uguale lunghezza che erano più grandi, ma molto più efficienti. L'MGU-K aveva un gruppo solenoidale nuovo e più efficiente che migliorava la rigenerazione della batteria. L'MGU-H aveva anche magneti rivisti che erano molto più resistenti al calore per contribuire a migliorare i problemi di affidabilità.
Nel complesso, la Honda aveva apportato al motore tutte le modifiche consentite dal regolamento "token di sviluppo" ancora imposto dalla Formula Uno. La Honda ha chiarito di essere consapevole dei vincoli progettuali fondamentali dell'attuale concetto di propulsore, ma per affrontare adeguatamente questi problemi, sarebbe necessario apportare modifiche al sistema di token per consentire una maggiore velocità di sviluppo durante la stagione.
Il motore si è rivelato molto più affidabile e la McLaren ha avuto una stagione di gran lunga migliore, soffrendo di meno ritiri legati al motore e pur rimanendo indietro, è stata più competitiva in termini di potenza assoluta. Tuttavia, sono stati riscontrati ancora problemi fondamentali, con l'affidabilità della MGU-H, sebbene migliorata, ancora lontana da livelli accettabili sia per la McLaren che per la Honda stessa. Il motore è stato ulteriormente migliorato nel corso della stagione per cercare di estrarre quanto più potenziale possibile dall'attuale architettura e, oltre a raggiungere un punto relativamente stabile e affidabile verso la fine della stagione, Honda credeva che l'attuale architettura fosse al limite e avrebbe avuto bisogno di cambiamenti radicali per andare avanti.
A seguito dei problemi affrontati dalla nuova arrivata Honda e da alcuni altri produttori rispetto alle unità Mercedes leader della categoria, la F1 ha annunciato l'eliminazione del sistema di token di sviluppo dalla stagione 2017 in poi, consentendo uno sviluppo significativamente più rapido del propulsore nella speranza che la concorrenza iniziasse a livellarsi.

### RA617H
Con l'abolizione del sistema di gettoni di sviluppo, Honda ha deciso di apportare un cambiamento radicale, non più limitato dal sistema di gettoni. Il risultato fu l'RA617H, un progetto completamente nuovo, il cui cambiamento più significativo fu la rielaborazione del turbocompressore/MGU-H. Il nuovo progetto prevedeva la separazione dell'alloggiamento del compressore e della turbina e l'installazione di ciascuna metà su entrambe le estremità del motore, all'esterno della nervatura, a sbalzo rispetto al blocco. L'MGU-H rimaneva al centro della nervatura e l'intero gruppo era collegato tramite un unico albero. Ciò aumentava la lunghezza del motore, ma consentiva anche di abbassare notevolmente la configurazione del turbo/MGU-H e di aumentare le dimensioni del compressore e della turbina (non più limitati dall'angolo di bancata all'interno della nervatura), consentendo così di abbassare drasticamente anche il sistema di induzione sovrastante, con il risultato di un motore di altezza molto inferiore e con un baricentro notevolmente migliorato. Il suo design fu completamente rivisto, con ampi miglioramenti al sistema di induzione variabile e con canali significativamente migliorati per l'alimentazione di ciascun cilindro. L'MGU-K è stata invertita nella posizione della trasmissione con una nuova struttura ed è stata montata più avanti sulla PU, riducendo così il peso e aumentando l'affidabilità, mentre l'MGU-H è stata sottoposta a una revisione significativa insieme al nuovo sistema di compressione, che ora ospita magneti più performanti per migliorare il campo di flusso e le prestazioni di rigenerazione della batteria. Anche il sistema di combustione è stato completamente rivisto, utilizzando ora un sistema sperimentale noto come Turbulent Jet Ignition o Pre-Chamber Ignition, che ha aumentato notevolmente la potenza e il potenziale di efficienza, oltre a varie altre modifiche ai materiali interni. L'implementazione di tutte queste nuove tecnologie in un unico motore ha fatto sì che Honda ammettesse che l'intero motore è talmente sperimentale che si tratta di una mossa “ad alto rischio” e che ci vorrà del tempo per realizzare appieno il potenziale di diversi aspetti, ma ritiene che alla fine fornirà prestazioni molto più elevate.
Quando sono iniziati i test pre-campionato in Catalogna, in Spagna, sono stati riscontrati problemi fondamentali con il propulsore. Il serbatoio dell'olio, che è montato nella parte anteriore del motore, era ora fisicamente ostruito dalla nuova posizione del compressore e come tale è stato progettato con una forma non ortodossa che, dopo il primo rodaggio sulla nuova McLaren MCL32 e l'esposizione a G così elevati carichi per la prima volta, si è riscontrato che il flusso dell'olio diventava imprevedibile, con il motore che spesso perdeva pressione dell'olio in situazioni di carico elevato. Honda ha rapidamente identificato il problema e si è messa al lavoro per creare un serbatoio di nuova concezione, che però non sarebbe stato pronto prima della seconda settimana di test. Nel frattempo, la contromisura consisteva nel riempire eccessivamente il serbatoio dell'olio per garantire un flusso sempre disponibile. Questo comportava dei problemi: spesso traboccava nel sistema di aspirazione e danneggiava altri componenti. Questo comprometteva in modo significativo il funzionamento e rendeva difficile il collaudo del nuovo motore e del telaio. Alla seconda settimana di test pre-stagionali e con l'installazione del nuovo serbatoio dell'olio, sono stati riscontrati altri problemi. Le vibrazioni estreme della trasmissione e le forze senza precedenti della nuova vettura regolamentare 2017 trasmesse attraverso il propulsore, che agisce anche come elemento stressato della vettura, hanno causato vari guasti accessori e, cosa più preoccupante, un persistente guasto catastrofico dell'albero del turbo+/MGU-H, che spesso distruggeva l'intero propulsore al momento del suo malfunzionamento. Ciò è dovuto principalmente alla sottovalutazione delle nuove capacità delle vetture 2017 e delle forze che possono produrre ed esercitare. La McLaren Honda si è trovata a cambiare infinite unità di potenza durante i test, piuttosto che identificare e risolvere i problemi nel tentativo di ottenere il maggior chilometraggio possibile con la vettura.
Nel corso della stagione, il motore ha subito un gran numero di guasti. Honda ha ammesso che ci voleva più tempo del previsto per capire come far funzionare il nuovo motore o per trovare una soluzione valida a lungo termine per i problemi di vibrazioni e di bilanciamento dell'albero che distruggevano l'MGU-H. Il motore produceva meno potenza rispetto all'RA616H dell'anno precedente per problemi di affidabilità e, anche con aggiornamenti costanti nel corso della stagione, i progressi sono stati inizialmente lenti, il che ha incrinato i rapporti tra Honda e McLaren, con entrambe le parti che hanno mostrato pubblicamente frustrazione nei confronti dell'altra. La power unit ha iniziato a dare segni di progresso nella seconda metà della stagione, con l'affidabilità che ha cominciato a migliorare visibilmente e la Honda è riuscita a riportare la potenza a livelli superiori a quelli della RA616H che aveva sostituito.

### RA618H
L'RA618H è stato sviluppato per la stagione di Formula 1 2018 ed è stato uno sviluppo molto più maturo della nuovissima architettura Honda introdotta con l'RA617H. È il primo motore Honda ad equipaggiare la Scuderia Toro Rosso .
Il propulsore ha beneficiato del fatto che la Toro Rosso è stata significativamente più rilassata sui requisiti dimensionali del motore rispetto alla McLaren, chiedendo alla Honda di costruire il motore come volevano e loro avrebbero costruito l'auto attorno ad esso. Immediatamente, il motore si è rivelato significativamente più affidabile del RA617H, subendo solo tre ritiri legati al motore durante l'intera stagione. Il fastidioso MGU-H è stato riprogettato con il contributo della divisione aerospaziale della Honda e ha ricevuto un meccanismo di supporto strutturale completamente nuovo che ha in gran parte eliminato i problemi di risonanza/vibrazione che avevano interessato l'iterazione precedente, il rotore è stato completamente riprogettato e ora alloggiato in una camera del rotore pressurizzata che ulteriormente prestazioni e affidabilità migliorate e hanno ricevuto magneti migliorati per migliorare le prestazioni. Il sistema di aspirazione è stato ampliato e modellato in modo più ottimale per un migliore flusso d'aria nel motore, il collettore di scarico è stato ulteriormente ottimizzato ed è stato effettivamente ridotto nelle dimensioni rispetto all'RA617H ottenendo un netto miglioramento delle prestazioni, il sistema di raffreddamento progettato per l'uso nell'STR13 è stato sostanzialmente più In modo efficace, il motore ha ricevuto rinforzi strutturali e modifiche ai materiali per gestire meglio le forze sperimentate dalle auto di nuova generazione e, come tale, il propulsore è aumentato leggermente di peso, pur rimanendo comunque il più leggero del settore. La struttura portante dell'MGU-K è stata modificata per migliorarne l'affidabilità e ha ricevuto anche elettromagneti con efficienza più elevata.
Durante il GP del Canada, la Honda ha introdotto la versione "Spec 2" del propulsore che consisteva in modifiche all'ICE esclusivamente alla ricerca delle prestazioni. Il motore ha dimostrato di offrire un notevole balzo in avanti in termini di potenza ed è stato sufficiente per convincere la Red Bull Racing a firmare Honda come fornitore di propulsori dalla stagione 2019 per sostituire la Renault.

#### Combustione ad alta velocità
Durante le ricerche e i test nel 2018 presso la sede HRD di Sakura, gli ingegneri Honda, mentre eseguivano un motore di prova sul banco prova, hanno notato un fenomeno di combustione in base al quale la pressione dei cilindri e la potenza erogata salivano momentaneamente alle stelle prima di scomparire di nuovo. Alla fine si scoprì che ciò era dovuto a una mancata corrispondenza di alcune parti delle specifiche montate sui motori di prova. Ciò ha portato Honda a implementare un processo di controllo qualità notevolmente migliorato, ma ha anche incoraggiato un piccolo team di ingegneri a esaminare più a fondo questo fenomeno.
La Red Bull Racing aveva anche chiesto alla Honda di portare in pista quanti più aggiornamenti possibili ai suoi motori, indipendentemente dalle penalità, se voleva accelerare lo sviluppo in preparazione della stagione 2019. Il risultato è stato il motore "Spec 3" che ha fatto il suo debutto al Gran Premio di Russia 2018. Questo motore era un prototipo per un nuovo tipo di processo di combustione scoperto al banco prova di Sakura. Soprannominato "combustione ad alta velocità" dalla Honda, è un processo in cui in determinate condizioni ha luogo un evento di combustione significativamente più completo ma violento che migliora drasticamente la potenza e l'efficienza del motore. I dettagli esatti non sono ancora pubblici, ma le dimostrazioni sembrano mostrare Comportamento simile all'HCCI . Il motore Spec 3 è stato testato durante le sessioni di prove libere e i piloti hanno riportato un sostanziale aumento di potenza percepito immediatamente, tuttavia erano presenti molte vibrazioni e un comportamento insolito del cambio. La Honda ha rimontato i precedenti motori Spec 2 per la gara come previsto. Si è scoperto che il motore aveva guadagnato circa 50 CV solo con questa modifica, un valore sostanzialmente superiore a quanto suggerito dalle stime. Questo aumento ha spinto il motore oltre i suoi limiti di progettazione strutturale e come tale ha richiesto ulteriore lavoro sul motore per essere in grado di sopportare l'aumento del livello di potenza e un ulteriore lavoro di sincronizzazione con il cambio di origine Red Bull per uniformare il comportamento del cambio di marcia. Il processo di combustione era agli inizi ed era difficile da controllare e molto instabile, quindi richiedeva più tempo di sviluppo per comprendere e perfezionare il propulsore.

### RA619H
L'RA619H è stato il primo propulsore sviluppato dalla Honda ad essere fornito alla Red Bull Racing e anche la prima volta che Honda ha fornito contemporaneamente due team nell'attuale era ibrida della Formula 1, continuando ancora il loro rapporto con la Scuderia Toro Rosso .
Il motore rappresentava un ulteriore perfezionamento del concetto iniziale del motore RA617H introdotto nel 2017. Seguendo l'RA618H, il nuovo motore aveva una versione più completa del processo di "combustione ad alta velocità". Honda aveva perfezionato la calibrazione e l'hardware per utilizzare meglio il metodo di combustione e il partner ExxonMobil per il carburante aveva sviluppato un nuovo tipo di carburante che stabilizzava il processo in tempo per il debutto in gara. Il motore presentava miglioramenti a tutti i livelli con perfezionamenti ai sistemi di aspirazione e scarico per un confezionamento ottimale apportando allo stesso tempo miglioramenti delle prestazioni, la MGU-K aveva componenti meccanici perfezionati per migliorare l'affidabilità in condizioni di funzionamento ad alta temperatura, gli interni elettromagnetici sono stati in gran parte riportati dal 2018. L'MGU-H aveva un nuovo statore, progettato per funzionare a temperature dell'acqua più elevate con un radiatore più piccolo, il motore MGU-H ora aveva la capacità di essere spinto più forte in alcune modalità del motore ad alte prestazioni, l'albero di collegamento è stato aumentato in lunghezza per adattarsi un nuovo compressore più grande ma la dinamica di questo albero è stata ulteriormente migliorata per l'affidabilità.
Nel corso di questa stagione, Honda si è concentrata sul miglioramento della gestione e della calibrazione dell'energia per migliorare la guidabilità ed ottenere prestazioni ottimali dal propulsore per tutta la stagione. Durante il GP di Francia, la Honda aveva scoperto un metodo di calibrazione per mantenere in gran parte le prestazioni mirate anche a temperature ambiente elevate. Per la gara successiva, hanno implementato questi risultati per il GP d'Austria, dove il motore ha funzionato in modo impeccabile a potenza elevata e temperature elevate, dove i produttori rivali avevano problemi di raffreddamento. Max Verstappen ha vinto questa gara, cosa che attribuisce agli sforzi costanti e alla volontà della Honda di continuare a spingersi oltre i limiti.
A questo punto, la potenza dell'RA619H era molto simile a quella del motore Mercedes rivale, recuperando terreno significativo dal ritorno della Honda nel 2015.

### RA620H
L'RA620H è stata la quarta e ultima iterazione dell'architettura del motore Honda introdotta nel 2017. Il nuovo processo di combustione, scoperto nel 2018 e completamente integrato nel RA619H del 2019, ha fornito sostanziali guadagni in potenza ed efficienza, tuttavia, la pressione della camera notevolmente aumentata e la detonazione spesso instabile in determinate condizioni sono andate a scapito della durata del motore a combustione interna. Per la RA620H, Honda aveva sviluppato un nuovo tipo di placcatura superficiale denominata "Kumamoto Plating" o "K-Plating". Questo materiale brevettato è stato applicato alle canne dei cilindri e a varie altre superfici esposte a sollecitazioni elevate. Ciò ha ridotto drasticamente l'usura del cilindro durante il funzionamento di combustione ad alta velocità e ha consentito a Honda di compiere ulteriori passi per migliorare l'efficienza e il funzionamento di questo processo di combustione.
Gli attuali modelli MGU-K e MGU-H sono stati sottoposti a severi test di durata e prestazioni durante la pausa invernale e sono stati identificati i limiti rigidi delle loro prestazioni. Quindi, per il 2020, la MGU-K è stata utilizzata in modo più duro e meno conservativo, offrendo più coppia e rigenerazione in frenata. L'MGU-H ha sviluppato nuove calibrazioni di rigenerazione più aggressive e una nuova modalità nota come "Extra Harvest". Questa modalità del motore consentiva la massima rigenerazione di energia consentita in un breve periodo di tempo, ciò sottoponeva più stress all'unità, quindi veniva utilizzata solo quando assolutamente ottimale. Il compressore è stato ulteriormente ingrandito leggermente per aumentare l'efficienza del motore e gli accessori del motore sono stati ulteriormente perfezionati per ridurre le perdite parassite.
Nel tentativo di ottenere maggiori miglioramenti in termini di efficienza, Honda aveva sviluppato un dispositivo denominato "Charge Air Cooler 2" o CAC2. Le prime varianti di questo sono state introdotte sul motore del 2016 e costituiscono una parte importante del caratteristico "suono Honda" che i propulsori producono in decelerazione e scalate di marcia. Il CAC2 mantiene l'aria compressa, che altrimenti sarebbe stata scaricata nell'atmosfera, all'interno del sistema e viene pompata nelle camere di combustione dei cilindri "non infiammabili". Questa aria compressa reindirizzata presenta molteplici vantaggi ma, soprattutto, consente un'ulteriore forza motrice sulla turbina di scarico anche quando i cilindri non sono in funzione, ciò consente un finto effetto "anti-lag". Questo può essere utilizzato per riavvolgere il turbo senza utilizzare l'alimentazione della batteria sull'MGU-H per azionare il turbo, oppure essere utilizzato per rigenerare più energia con l'MGU-H in modalità di rigenerazione da immagazzinare all'interno della batteria e, in secondo luogo, questa aria compressa crea un effetto di raffreddamento all'interno della camera che aumenta la durata e la resistenza agli urti durante il funzionamento.
L'RA620H può essere visto come il propulsore in cui il consueto approccio conservativo di Honda per garantire l'affidabilità, una volta stabilito, ha iniziato a trasformarsi in una spinta aggressiva per massimizzare il potenziale di questa architettura. La Honda credeva di aver sostanzialmente raggiunto questo limite a metà stagione e il lavoro era iniziato su un design completamente nuovo, pianificato per l'introduzione entro due anni.

### RA621H
Dopo aver iniziato inizialmente ad eguagliare i motori Mercedes nel 2019, il loro passo avanti nel motore nel 2020, anche rispetto ai guadagni della Honda, è stato sostanziale. Ciò aveva convinto la Honda ad accelerare lo sviluppo del suo nuovo motore, originariamente previsto per il debutto nel 2022 insieme ai nuovi regolamenti automobilistici. La decisione tardiva significava che avevano solo sei mesi per completare il motore e renderlo pronto per la gara per la stagione di Formula Uno 2021 . La Honda ha ammesso che sarebbe stata una sfida enorme e avrebbe comportato molti rischi, ma credeva che questo sarebbe stato l'unico modo per superare la Mercedes. Il partner del team Red Bull Racing, dopo aver visto i miglioramenti proposti che il nuovo propulsore avrebbe apportato, ha dato la sua benedizione e come tale è nata la RA621H.
Questo motore ha rappresentato un cambiamento drastico rispetto alle iterazioni precedenti, con l'intera architettura ICE principale riprogettata per la prima volta. La disposizione degli alberi a camme è stata modificata e ora notevolmente più compatta, più in basso e più ravvicinata nella testata. Ciò ha cambiato l'angolo della valvola e la forma della camera di combustione, aumentando il rapporto di compressione dell'ICE e consentendo una riduzione delle dimensioni complessive del motore, abbassandone il baricentro e alterando le caratteristiche del flusso d'aria. L'ICE è stato ora ricavato da un unico pezzo di nuova lega di billetta anziché fusa, aumentando drasticamente la resistenza dei blocchi. In quanto tale, ciò ha consentito di ridurre il passo del cilindro, posizionando i cilindri più vicini tra loro e riducendo la lunghezza del motore. Nelle conversazioni con RBR e Alpha Tauri, l'offset bancario è stato invertito e i collettori di aspirazione e scarico sono stati più perfezionati per ottimizzare al meglio il packaging all'interno di entrambe le vetture. L'MGU-H aveva magneti notevolmente migliorati e un nuovo isolante, migliorando le prestazioni di raffreddamento e allo stesso tempo aumentando la potenza e la coppia erogata, mentre l'MGU-K aveva un rapporto di trasmissione rivisto che riduceva la rigenerazione dalla frenata e un nuovissimo alloggiamento più resistente alle vibrazioni. .
Con l'efficienza notevolmente migliorata dell'ICE è arrivato un compromesso, una riduzione della produzione di energia di scarico che ha un impatto negativo sulle prestazioni del turbocompressore e della rigenerazione ibrida. La chiave per gli ingegneri Honda è stata quella di trovare un equilibrio nell'aumento dell'efficienza dell'ICE e della potenza erogata dall'avviamento, ma senza perdere troppa energia termica di scarico che danneggerebbe il potenziale di rigenerazione della batteria. Per mitigare le perdite, il gruppo del turbocompressore è stato rivisto nel tentativo di raccogliere in modo più efficiente ciò che era disponibile e il compressore è stato nuovamente aumentato di dimensioni con la girante con modifiche significative apportate alle alette e anche la turbina stessa è stata modificata.
Honda ha anche introdotto per la prima volta un nuovissimo accumulatore di energia, che era in fase di sviluppo da anni. L'obiettivo era creare una batteria che combinasse miglioramenti nell'efficienza energetica con significative riduzioni di peso. La tecnologia utilizzata nella nuova cella della batteria ad altissima energia è ancora un segreto gelosamente custodito da Honda, tuttavia le prestazioni offerte dal nuovo sistema sono state sostanziali. Dimostrando caratteristiche significative di raccolta e dispiegamento di energia, la nuova cella aveva raggiunto una perdita di resistenza quasi pari a zero durante la generazione e il dispiegamento. Ciò ha consentito alle auto di avere a disposizione energia ibrida utilizzabile per una durata molto maggiore e una capacità di rigenerazione molto più rapida rispetto al resto del settore.
Tutte queste modifiche si sono sommate a un propulsore significativamente più potente e affidabile, pur diventando ancora più piccolo e leggero rispetto al motore RA615H "Size-Zero" originale. Ciò ha fornito enormi vantaggi ai team che ora sono in grado di creare un packaging per la carrozzeria più aggressivo e ha aiutato lo sviluppo aerodinamico. Il propulsore è diventato rapidamente il leader del settore con potenza superiore, capacità di recupero di energia e affidabilità eccezionale ed è stato un fattore chiave nel portare Max Verstappen al suo primo Campionato Mondiale Piloti nella stagione 2021.

### RBPTH001
L'RBPTH001 è uno sviluppo dell'RA621H progettato per l'uso nel Campionato del mondo di Formula 1 del 2022 e la modifica finale del design consentita prima dell'inizio del congelamento del motore il 1 marzo 2022.
Dopo l’uscita formale della Honda dalla F1, i motori rimangono sviluppati, prodotti, assemblati, mantenuti e supportati in pista dalla Honda, e rimarranno tali fino alla fine della stagione 2025, quando inizierà una nuova era dei motori. Honda ha sviluppato il propulsore RBPTH001 del 2022 nel suo centro di ricerca e sviluppo a Sakura City, nella prefettura di Tochigi, gestito dalla filiale corse della Honda, HRC (Honda Racing Corporation).
I principali sviluppi del motore dovevano adattarsi all'uso del nuovo carburante E10 e alle sfide che comportava. La struttura della molecola di etanolo fa sì che abbia un potere calorifico inferiore come componente combustibile rispetto a un volume equivalente di benzina, rendendo il processo di combustione meno potente e quindi la potenza ridotta. Questo di solito viene compensato bruciando una maggiore quantità di carburante per compensare la minore densità di energia, tuttavia questa non è un'opzione poiché le normative F1 limitano il flusso di carburante a 100 kg/ora, quindi per riguadagnare il potenziale di potenza perso, il motore dovrebbe essere spinto di più e reso più efficiente dal punto di vista termico per estrarre una maggiore quantità di contenuto energetico del carburante disponibile. Ci sono tuttavia alcune caratteristiche benefiche sfruttabili dell’etanolo. La nuova miscela di carburante E10 è più resistente alla detonazione, consentendo ai motori di funzionare in uno stato di stress maggiore se eseguita correttamente, quindi per l'RBPTH001, Honda è stata in grado di aumentare il rapporto di compressione dell'ICE e la pressione di sovralimentazione nominale, per guidare la combustione efficienza più elevata e mitigare le perdite di potenza causate dal carburante a basso consumo energetico, sfruttando essenzialmente una maggiore quantità di energia disponibile per compensare. Ciò aumenta notevolmente lo stress sul propulsore, anche se la pressione dei cilindri ora è più alta che mai. Quindi la camera di combustione e il meccanismo sono stati ulteriormente sviluppati per accogliere le nuove caratteristiche di combustione e il carburante a basso potere calorifico, i componenti interni della parte inferiore sono stati rafforzati e la mappa dei tempi di accensione è stata completamente modificata rispetto al motore 2021. La MGU-H e la turbina sono state rimesse a punto per far fronte meglio alla variazione di densità dei gas di scarico dell'E10 e sono state apportate ulteriori modifiche interne uniche per ridurre le perdite interstiziali nella combustione. L'etanolo ha anche un calore latente di vaporizzazione più elevato rispetto alla benzina, quindi l'aumento del contenuto di etanolo comporta un effetto di raffreddamento della carica, riducendo le temperature della camera di combustione. Questo vantaggio ha consentito di apportare le modifiche precedentemente menzionate e ha consentito alla Honda di aumentare la temperatura nominale dell'acqua di funzionamento del motore., ciò significa che richiede meno raffreddamento e fornisce un ulteriore vantaggio aerodinamico ai team che costruiscono l'auto, essendo in grado di ridurre le dimensioni dell'ingresso e dell'uscita del raffreddamento.
La geometria dell'albero motore e del blocco cilindri è stata modificata per garantire affidabilità con le nuove condizioni di combustione dell'E10, mentre un ulteriore sviluppo della placcatura Kumamoto Honda è stato applicato alle canne dei cilindri. Il propulsore risultante pesa leggermente più del RA621H solo per i componenti interni rinforzati. Anche con il ridotto contenuto energetico del nuovo carburante, il motore 2022 ha raggiunto un valore di efficienza termica più elevato rispetto al motore 2021, con i motori per auto stradali che hanno raggiunto tra il 25 e il 35%, Honda aveva ottenuto un risultato ben superiore al 50%, rendendo l'RBPTH001 uno dei motori alternativi a benzina più efficienti mai sviluppati.

## Statistiche stagionali per i motori Honda dell'era ibrida
| Constructors                         | Stagioni  | Gare | Vittorie | Pole positions | Podi | Giri più veloci | WCC      |
| ------------------------------------ | --------- | ---- | -------- | -------------- | ---- | --------------- | -------- |
| McLaren                              | 2015      | 19   | 0        | 0              | 0    | 0               | 9th      |
| McLaren                              | 2016      | 21   | 0        | 0              | 0    | 1               | 6th      |
| McLaren                              | 2017      | 20   | 0        | 0              | 0    | 1               | 9th      |
| Scuderia Toro Rosso                  | 2018      | 21   | 0        | 0              | 0    | 0               | 9th      |
| Red Bull Racing, Scuderia Toro Rosso | 2019      | 21   | 3        | 2              | 11   | 3               | 3rd, 6th |
| Red Bull Racing, Scuderia AlphaTauri | 2020      | 17   | 3        | 1              | 14   | 3               | 2nd, 7th |
| Red Bull Racing, Scuderia AlphaTauri | 2021      | 22   | 12       | 10             | 24   | 9               | 2nd, 6th |
| Red Bull Racing, Scuderia AlphaTauri | 2022      | 22   | 17       | 8              | 28   | 8               | 1st, 9th |
| Red Bull Racing, Scuderia AlphaTauri | 2023      | 22   | 21**     | 14             | 30   | 11              | 1st, 8th |
| Red Bull Racing, RB Formula One Team | 2024*     | 9    | 6        | 7              | 11   | 2               | 1st, 6th |
| TOTAL                                | 2015-2024 | 194  | 62       | 42             | 118  | 38              | 2        |

* Stagione ancora in corso.
** Record storico per il maggior numero di vittorie in una stagione - Red Bull Racing

## Riferimenti
1. ↑   Copia archiviata, su foxsports.com.au. URL consultato l'11 giugno 2024 (archiviato dall'url originale il 27 giugno 2013).
2. 1 2   Autosport,  https://www.autosport.com/f1/news/technical-insight-hondas-radical-formula-1-engine-for-mclaren-5008105/5008105/. URL consultato l'11 September 2017.
3. ↑   Autosport,  https://www.autosport.com/f1/news/118626/honda-radical-formula-1-engine. URL consultato l'11 September 2017.
4. ↑   Autosport,  https://www.autosport.com/f1/news/127796/honda-made-great-progress-in-2016--renault. URL consultato il 24 February 2021.
5. ↑   autosport.com,  http://www.autosport.com/news/report.php/id/126087. URL consultato il 10 March 2017.
6. ↑   formula1.com,  https://www.formula1.com/en/latest/headlines/2018/6/red-bull-and-honda-agree-two-year-engine-deal-.html. URL consultato il 19 June 2018.
7. ↑   thejudge13,  https://thejudge13.com/2019/01/08/secrets-of-hondas-development-revealed-switching-from-mclaren-to-toro-rosso-improved-hp/.
8. ↑   Racefans,  https://www.racefans.net/2022/04/14/the-innovations-which-took-honda-from-gp2-engine-to-f1-world-champions/.
9. ↑   au.motorsport.com,  https://au.motorsport.com/f1/news/honda-reveals-development-secrets-2021-f1-engine/6417397/. URL consultato il 21 May 2024.
10. ↑  (EN) Racecar Engineering,  https://www.racecar-engineering.com/articles/f1/red-bull-powertrains-rbpth001/. URL consultato il 21 May 2024.